# 캐나다-칠레 자유 무역 협정
캐나다-칠레 자유 무역 협정(Canada-Chile Free Trade Agreement, CCFTA)은 1997년 7월 7일부터 효력이 발생하였으며 케언스 그룹 국가인 캐나다와 칠레 사이에 체결된 자유 무역 협정이다. 쇠고기·사탕수수의 관세 철폐 기간은 16년, 제분용 밀은 18년 내에 철폐하고 낙농품·닭고기·계란·배합사료의 한도 초과(Out-quota) 관세는 철폐 계획에서 제외하는 방식을 취하였다. 동 협정문은 한·칠레 FTA에서 칠레 측이 대한민국 측에 협정문 체결시 참고 사례로 제시한 바 있다.

## 무역 수지
| 무역 유형      | 2010   | 2011   | 2012  | 2013  | 2014  | 2015  | 2016 |
| -------------- | ------ | ------ | ----- | ----- | ----- | ----- | ---- |
| 총 캐나다 수출 | 587    | 819    | 789   | 800   | 1,136 | 790   | 725  |
| 총 캐나다 수입 | 1,872  | 1,911  | 1,677 | 1,757 | 1,724 | 1853  | 1687 |
| 무역 수지      | -1,285 | -1,093 | -888  | -957  | -588  | -1063 | -962 |

단위: 100만 캐나다 달러.